# Radnóti Dezső
Radnóti Dezső, született Hermann (Abrudbánya, 1865 – Kolozsvár, 1903. november 13.) hírlapíró, az erdélyi Kárpát-egyesület főtitkára.

## Élete
Középiskoláit a nagyenyedi és szászvárosi református kollégiumban végezte, azután jogot hallgatott a kolozsvári egyetemen. Mint középiskolai tanuló fővádlója volt a szászok és oláhok ellen Szászvároson megindított zászlósértési pernek. Mint joghallgató részt vett az erdélyi magyar közművelődési egyesület szervezési munkálataiban; később ennek az egyesületnek fogalmazója volt és mint ilyen különösen az Emke-népkönyvtárakat és dalosköröket szervezte. Az 1891-ben alapított erdélyi Kárpát-egyesület főtitkára lett és nagy része volt az egyesület néprajzi múzeumának berendezésében. Kezdeményezte a helynevek magyarosításáról szóló törvényt és tagja volt (a belügyminiszter által kinevezve) annak az országos bizottságnak, mely ezt a törvény előkészítette.
Cikkei a Hunyadban (1877. 52. sz. könyvism.); az Erdélyben (1893. Radna-Borszék, A vidályi kő, 1894. Bethlen Bálint gróf, Bedő Albert, Felméri Lajos dr., 1895. Potsa József, Guzman János, Baróthi Jenő, 1896. Alvó egyesület, Diák turistáskodás, Elmaradt turista-kongressus, Kitüntetésünk, Turista ügyről, Uj turista-egyesület, 1897. Az E. K. E. ünnepe a Királykőn, 1898. Szent Erzsébet, Erzsébet királyné emlékezete, Az Andrássy-menedékház fölavatása, 1899. Ásványvizeink a külföldi piaczokon, 1901. Székely kongressus) stb.
Szerkesztette az Erdély, turistai, fürdőügyi és néprajzi havi folyóiratot Kolozsvárt 1892-ben és 1896-tól haláláig; az Erdélyrészi Uti-Kalauzt 1895-1902-ig, négy kötet, több képpel és térképpel; az Erdélyi Híradó című politikai napilapot 1887-től 1890 végéig, az Erdélyi Díszalbumot, Emke Emléklapot, Kossuth Emléklapot; alapította az első erdélyi élclapot, a Virgácsot, Kolozsvárt.